# Pseudanthias mooreanus
Pseudanthias mooreanus és una espècie de peix de la família dels serrànids i de l'ordre dels perciformes.

## Morfologia
- Els mascles poden assolir 7,2 cm de longitud total.[4]

## Hàbitat
És un peix marí de clima tropical i associat als esculls de corall.

## Distribució geogràfica
Es troba a la Polinèsia Francesa i al Pacífic occidental central.